# Масумбуко, Пье
Пье Масумбу́ко (рунди и фр. Pié Masumbuko) — бурундийский политик, министр здравоохранения, исполняющий обязанности премьер-министра Бурунди в 1965 году.

## Биография
Родился в 1931 году в провинции Мурамвья, Руанда-Урунди. Принадлежит к общности тутси. Образование получил в Бельгии и во Франции. Имеет степень доктора медицины и доктора политических наук.
В 1961 году вернулся на родину. Член партии «Союз за национальный прогресс» (UPRONA). В 1963 году стал министром здравоохранения и вице-премьером в правительстве Пьера Нгендандумве. Секретарь парламента до 1964 года. С 15 по 25 января 1965 года после убийства Пьера Нгендандумве исполнял обязанности премьер-министра Бурунди.
Далее продолжил деятельность как министр здравоохранения, до 1966 года, когда был назначен министром иностранных дел. Пье Масумбуко представлял Бурунди на подписании Договора о запрещении ядерного оружия. После переворота 1967 года во главе с полковником Мишелем Мичомберо был уволен из кабинета министров. Позднее в ноябре 1967 года Масумбуко был арестован военными, затем в январе 1971 года он был арестован повторно. В сентябре 1971 года он отправился во Францию для работы во Всемирной организации здравоохранения. Годом позже он стал представителем организации в Чаде.
Позднее он стал почётным консулом Буркина-Фасо в Бужумбуре.